# العميل سميث

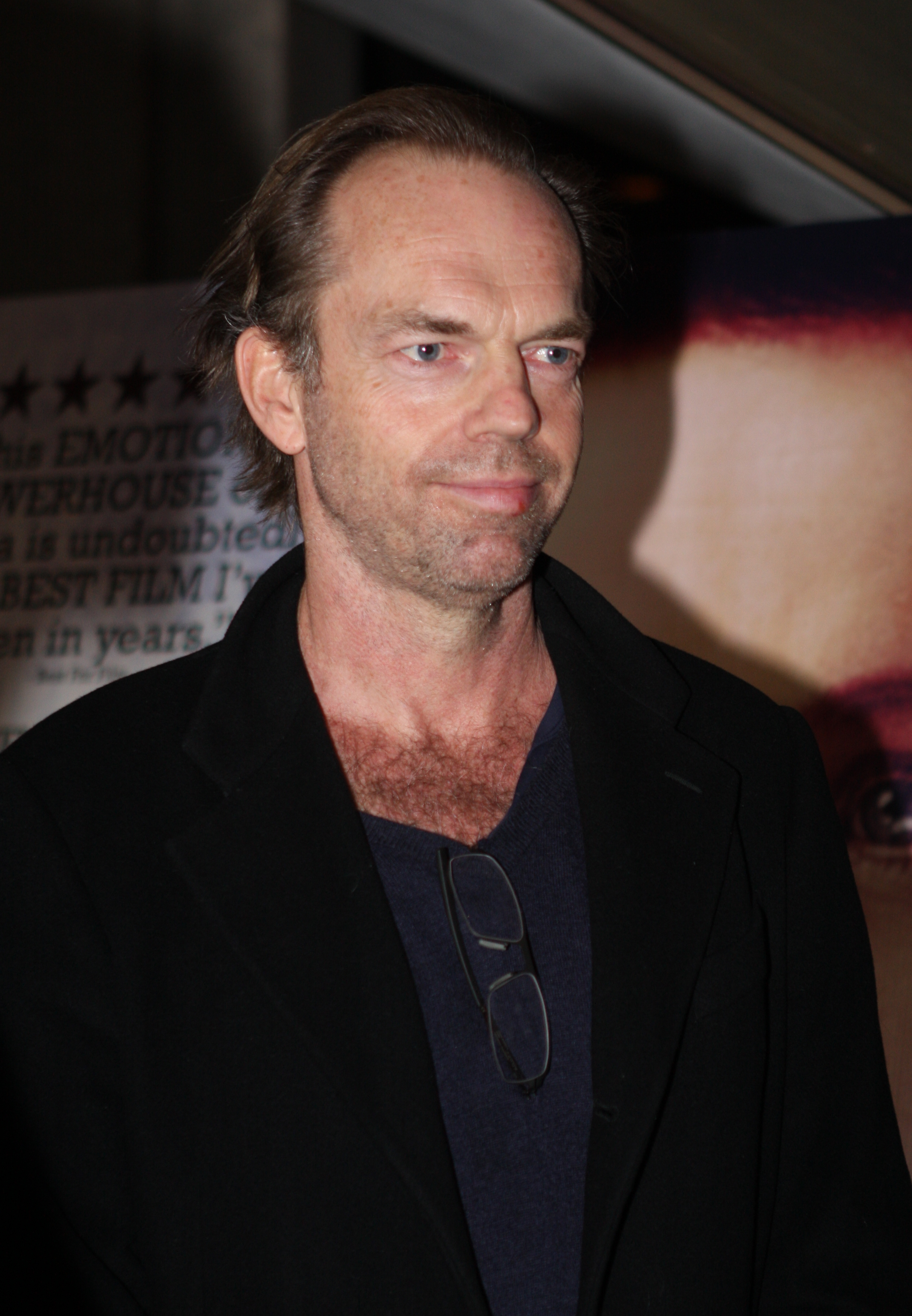
الممثل Hugo Weaving في العرض الأول لفيلم Oranges and Sunshine في سيدني.

العميل سميث هو شخصية خيالية وخصم رئيسي في سلسلة المصفوفة. تم تصويره من قبل هوغو ويفنغ في الأفلام وعبر عنه كريستوفر كوري سميث في المصفوفة : طريق نيو. كما ظهر في فيلم الأنمي الأنيماتريكس ، الذي عبر عنه مات ماكنزي.
في عام 2008، تم اختيار العميل سميث من قبل مجلة إمباير كأفضل 84 فيلم شخصية في كل العصور. وفي عام 2013، كررت شركة ويفيج دور إعلان لشركة جنرال إلكتريك.

## الملخص
بدأ سميث كعميل، وهو برنامج ذكاء اصطناعي في المصفوفة مبرمج للحفاظ على النظام داخل النظام من خلال إنهاء المحاكاة البشرية التي من شأنها أن تجلب عدم الاستقرار إلى محاكاة الواقع، فضلا عن أي برامج مارقة التي لم تعد تخدم أي غرض للآلة الجماعية. ولهذه الغاية، يمتلك سميث وزملاؤه العملاء عددًا من الصفات الخارقة من قدرتهم على ثني قواعد المصفوفة. سميث يظهر شكله المادي بسكنه في جسد محاكاة بشرية موصولة بالأسلاك في المصفوفة وكتابته فوقه ؛ عن طريق الانتقال من جسم إلى آخر، يمكنه إصلاح نفسه إذا كان «مقتولا» (الذي يقتل الجسم المضيف فقط) ويظهر عمليا في أي مكان. فهو قادر على التغلب على حدود الجاذبية وجسم الإنسان، مما يمنحه السرعة والقوة الكافيتين لتجنب الرصاص بلا شوائب، وكسر الخرسانة بيديه العاريتين، وقفز مسافات مستحيلة. يرتدي هو ووكلاء آخرون بدلات تجارية خضراء داكنة مع ربطات عنق متشابهة، وقمصان بيضاء، ونظارات شمسية مع عدسات مستطيلة. يستخدمون سماعات الأذن التي تسمح لهم بالاتصال مع بعضهم البعض على الفور وإدركة أفعال البشر الآخرين الموصولة في المصفوفة عن طريق نوع من الوعي المشترك. عندما يزيل سميث سماعة الأذن خلال الفيلم الأول، فإنه لا يعلم بالهجوم على المبنى الذي يحتجز فيه مورفيوس. سميث مسلح في الفيلم الأول مع نسر الصحراء، غرفة للذخيرة عالية العيار. 50AE ، كما هو الحال مع جميع العملاء داخل المصفوفة.
في نهاية الفيلم الأول، تم حذف سميث من قبل نيو. ومع ذلك، في الأجزاء اللاحقة، تم الكشف عن سميث بأنه مرتبط بنيو، مما مكنه من مقاومة إرساله إلى الحاسوب المركزي للماكينات المصدر، حيث يتم حذف البرامج العتيقة أو المعطلة. لم يعد عميلاً، تحرر سميث من سيطرة الآلات ويوجد كبرنامج متمرد يظهر نفسه أقرب إلى فيروس كمبيوتر ذاتي الاستنساخ مقارنة بقدرته الأصلية القائمة على العميل على تسكن جسم واحد متصل بالمصفوفة. يكتسب سميث القوة على نسخ شكله المادي على أي كيان في المصفوفة عن طريق وضع يده على جسده ونشر سائل أسود يحولهم إلى نسخة من نفسه، مما يؤدي إلى جيش متزايد من سميث متصل بوعي واحد. من خلال نسخ نفسه على حبات حمراء بشرية في عملية الانفصال عن المصفوفة، يكتب سميث عن وعيهم ويسيطر على أجسادهم في العالم الحقيقي. ويظهر ذلك عندما يستولي سميث على جثة باين في فيلم المصفوفة المعاد شحنها ؛ ومع ذلك، فإنه ينفر عندما يحاول فعل نفس الشيء مع مورفيوس ونيو. قوة سميث الحقيقية تأتي من قدرته على امتصاص الذكريات والقوى من ضحاياه، البشر والبرامج على حد سواء، وبلغت ذروتها في استيلائه على أوراكل ومحاربة نيو في المعركة الأخيرة من سلسلة ماتريكس. سمح نيو لنفسه بأن تتم الكتابة عليه خلال المعركة، مما يعطي الآلات فرصة لحذف سميث وإعادة المصفوفة وسكانها إلى الوضع الطبيعي.